# 雁峰街道
雁峰街道，是中华人民共和国湖南省衡陽市雁峰区下辖的一个乡镇级行政单位。

## 行政区划
雁峰街道下辖以下地区：
打线坪社区、接龙村社区、余德塘社区、雨花亭社区、巷荫岭社区、雁峰路社区、厉家冲社区、新家村社区、当家村社区和岳东村。